# Bivacco Molino
Il bivacco Bruno Molino è un bivacco sito nel comune di Balme, in val d'Ala. Si trova ai piedi dell'Uia di Mondrone, nel vallone del  rio Maian.

## Storia
Il bivacco fu inaugurato il 28 giugno 1987 e dedicato a Bruno Molino, capostazione del soccorso alpino di Balme. Fu costruito dai volontari del CAI di Lanzo e del soccorso alpino.

## Caratteristiche e informazioni
Si tratta di una struttura di legno con copertura metallica. Il bivacco dispone di 24 posti letto, di un tavolo e due panche. Il bivacco non dispone di illuminazione elettrica né di acqua potabile.

## Accessi
Partendo dalla frazione Molera, seguire il sentiero GTA ed in seguito il sentiero EPT-233 del passo dell'Ometto fino alle indicazioni per la deviazione che porta al bivacco.

## Ascensioni
- Uia di Mondrone - 2.964 m
- Cima Leitosa - 2.870 m
- Punta Rossa di Sea - 2.908 m

## Traversate
- Al bivacco Fassero Soardi tramite il passo dell'Ometto.
- Al rifugio Cirié tramite il passo dell'Ometto ed il Ghicet di Sea.